# Centrotus kirschbaumi
Centrotus kirschbaumi är en insektsart som beskrevs av Metcalf 1955. Centrotus kirschbaumi ingår i släktet Centrotus och familjen hornstritar. Inga underarter finns listade i Catalogue of Life.